# 齊靈 (伊利諾伊州)
齊靈（英語：Zearing）是位於美國伊利諾伊州比羅縣的一個非建制地區。該地的面積和人口皆未知。

## 地理
齊靈的座標為41°26′44″N 89°19′02″W / 41.44556°N 89.31722°W，而該地的平均海拔高度為225米（即738英尺）。